# Buiten de Veste
Buiten de Veste is een chique groene parkwijk in de gemeente Veere (Zeeland).
Het park bestaat uit 33 villa’s die gebouwd zijn op percelen variërend van 1500 tot 3500m2. Het park bestaat uit drie lanen, te weten: de Fazantenlaan, de Patrijzenlaan en de Zwanenlaan. Tien villa’s zijn direct aan de Veerse Kreek gebouwd, waardoor de bewoners uitzicht hebben op de kreek en het achterliggende bos. In de volksmond wordt Buiten de veste in Veere ook wel de Goudkust genoemd.
Steden: Domburg · Veere · Westkapelle

Dorpen: Aagtekerke · Biggekerke · Dishoek · Gapinge · Grijpskerke · Koudekerke · Meliskerke · Oostkapelle · Serooskerke · Vrouwenpolder · Zoutelande

Buurtschappen: Boudewijnskerke · Buttinge · Groot Valkenisse · Hoogelande · Krommenhoeke · Mariekerke · Molembaix · Molenperk · Pitteperk · Poppendamme · Schellach (deels) · Sint-Jan ten Heere · Sint Janskerke

(Voormalige) gehuchten: Geldtienden · Klein Valkenisse · Poppekerke · Rijnsburg · Snabbeldorp · Werendijke · Woitkensdorp · Zanddijk

Zeeland: Steden en dorpen in Zeeland      Nederland: Provincies · Gemeenten